# Difluprednate
Difluprednate là một corticosteroid, Nó là một ester butyrate của 6 (alpha), 9 (alpha)-difluoro prednisolone acetate. Theo đó, Difluprednate đôi khi được viết tắt là DFBA, cho Difluoroprednisolone butyrate acetate.

## Sự chấp thuận
Vào ngày 24 tháng 6 năm 2008, Cơ quan Quản lý Thực phẩm và Dược phẩm Hoa Kỳ (FDA) đã phê duyệt Difluprednate để điều trị viêm và đau mắt sau phẫu thuật. Nó được Alcon bán trên thị trường dưới tên thương mại Durezol.

## Các thử nghiệm lâm sàng
Nhũ tương nhãn khoa Difluprednate 0,05% cũng đang được nghiên cứu trong các bệnh viêm mắt khác, bao gồm cả nghiên cứu ở Giai đoạn 3 của Hoa Kỳ đánh giá Difluprednate để điều trị viêm màng bồ đào trước.